# Gouvernement Ngirente
République
Murekezi 
Le gouvernement Ngirente est le gouvernement de la République du Rwanda depuis le 30 août 2017.

## Majorité et historique
Après consultation avec le président Paul Kagame, le nouveau Premier ministre Édouard Ngirente nomme son gouvernement, qui compte vingt ministres (dont onze femmes) et onze secrétaires d'État (dont deux femmes). Par rapport à l'ancienne équipe gouvernementale, six nouveaux ministres entrent au gouvernement. Le ministère des Ressources naturelles est scindé en deux ministères : celui de l'Environnement et celui des Terres et des Forêts, tout comme celui de la Jeunesse et des ICT, dont les deux départements sont désormais séparés. Le ministère des Affaires de la Communauté de l'Afrique de l’Est, auparavant groupé avec le ministère du Commerce et de l'Industrie, rejoint désormais le ministère des Affaires étrangères et de la Coopération.

## Composition

### Initiale (30 août 2017)
- Les nouveaux ministres sont indiqués en gras, ceux ayant changé d'attributions en italique.

| Fonction                                                                 | Nom                         |
| ------------------------------------------------------------------------ | --------------------------- |
| Premier ministre                                                         | Édouard Ngirente            |
| Ministre du Gouvernement local (Minaloc)                                 | Francis Kaboneka            |
| Ministre de l'Agriculture et des Ressources animales (Minagri)           | Gérardine Mukeshimana       |
| Ministre des Affaires étrangères et de la Coopération (Minaffet)         | Louise Mushikiwabo          |
| Ministre des Finances et de la Planification économique (Minecofin)      | Claver Gatete               |
| Ministre de la Défense (MOD)                                             | James Kabarebe              |
| Ministre de la Justice (Minijust)                                        | Johnston Busingye           |
| Ministre de la Santé (MOH)                                               | Diane Gashumba              |
| Ministre auprès du président de la République (Minipresirep)             | Judith Uwizeye              |
| Ministre des Affaires du gouvernement (Minicaaf)                         | Marie-Solange Kayisire      |
| Ministre du Commerce et de l'Industrie (Minicom)                         | Vincent Munyeshyaka         |
| Ministre de l'Éducation (Mineduc)                                        | Papias Malimba Musafiri     |
| Ministre des Infrastructures (Mininfra)                                  | James Musoni                |
| Ministre des Terres et des Forêts (Minilaf)                              | Francine Tumushime          |
| Ministre de l'Environnement (Minirena)                                   | Vincent Biruta              |
| Ministre des Sports et de la Culture (Minispoc)                          | Espérance Nyirasafari       |
| Ministre des Technologies de l'information et de la communication (MICT) | Jean-Philbert Nsengimana    |
| Ministre de la Jeunesse (Miniyou)                                        | Rosemary Mbabazi            |
| Ministre de la Fonction publique et du Travail (Mifotra)                 | Fanfan Rwanyindo Kayirangwa |
| Ministre du Genre et de la Promotion de la famille (Migeprof)            | Solina Nyirahabimana        |
| Ministre de la Gestion des catastrophes et des Réfugiés (Midimar)        | Jeanne d'Arc Debonheur      |
| Directeur du Rwanda Development Board (RDB)                              | Clare Akamanzi              |
| Représentant permanent auprès de l'ONU (Minaffet)                        | Valentine Rugwabiza         |

Secrétaires d'État
| Fonction                                                                                                   | Nom                      |
| --- | ------------------------ |
| Secrétaire d'État à l'Agriculture (Minagri)                                                                | Fulgence Nsengiyumva     |
| Secrétaire d'État à l'Enseignement et à la Formation techniques et professionnels (Mineduc)                | Olivier Rwamukwaya       |
| Secrétaire d'État à l'Enseignement primaire et secondaire (Mineduc)                                        | Isaac Munyakazi          |
| Secrétaire d'État aux Collectivités locales, chargée des affaires sociales (Minaloc)                       | Alvera Mukabaramba       |
| Secrétaire d'État aux Collectivités locales, chargé du développement socio-économique (Minaloc)            | Cyriaque Harelimana      |
| Secrétaire d'État à la Justice responsable, chargé des affaires constitutionnelles (Minijust)              | Evode Uwizeyimana        |
| Secrétaire d'État aux Infrastructures, chargée de l'énergie et de l'eau (Mininfra)                         | Germaine Kamayirese      |
| Secrétaire d'État aux Affaires étrangères, à la Coopération régionale et aux affaires de la CAE (Minaffet) | Olivier Nduhungirehe     |
| Secrétaire d'État des Infrastructures, chargé des transports (Mininfra)                                    | Jean de Dieu Uwihanganye |
| Secrétaire d'État à la Santé, chargé de la santé publique et des soins de santé primaires (MOH)            | Patrick Ndimubanzi       |
| Secrétaire d'État aux Finances, chargé de la planification économique (Minecofin)                          | Uzziel Ndagijimana       |

### Remaniement du 27 février 2020
- Les nouveaux ministres sont indiqués en gras, ceux ayant changé d'attributions en italique.

| Fonction                                                          | Nom                         |
| ----------------------------------------------------------------- | --------------------------- |
| Premier ministre                                                  | Édouard Ngirente            |
| Ministre du Gouvernement local (Minaloc)                          | Anastase Shyaka             |
| Ministre de l'Agriculture et des Ressources animales              | Gérardine Mukeshimana       |
| Ministre des Affaires étrangères et de la Coopération             | Vincent Biruta              |
| Ministre des Finances et de la Planification économique           | Uzziel Ndagijimana          |
| Ministre de la Défense                                            | Albert Murasira             |
| Ministre de la Justice                                            | Johnston Busingye           |
| Ministre de la Santé                                              | Daniel Ngamije              |
| Ministre auprès du président de la République                     | Judith Uwizeye              |
| Ministre des Affaires du gouvernement                             | Inès Mpambara               |
| Ministre du Commerce et de l'Industrie                            | Soraya Hakuziyaremye        |
| Ministre de l'Éducation                                           | Valentine Uwamariya         |
| Ministre des Infrastructures                                      | Claver Gatete               |
| Ministre des Terres et des Forêts                                 | Francine Tumushime          |
| Ministre de l'Environnement                                       | Jeanne d'Arc Mujawamariya   |
| Ministre des Sports et de la Culture                              | Aurore Mimosa Munyangaju    |
| Ministre des Technologies de l'information et de la communication | Paula Ingabire              |
| Ministre de la Jeunesse                                           | Rosemary Mbabazi            |
| Ministre de la Fonction publique et du Travail                    | Fanfan Rwanyindo Kayirangwa |
| Ministre du Genre et de la Promotion de la famille                | Jeannette Bayisenge         |
| Ministre de la Gestion des catastrophes et des Réfugiés           | Marie-Solange Kayisire      |
| Directeur du Rwanda Development Board                             | Clare Akamanzi              |
| Représentant permanent auprès de l'ONU                            | Valentine Rugwabiza         |

Secrétaires d'État
| Fonction                                                                                         | Nom                      |
| ------------------------------------------------------------------------------------------------ | ------------------------ |
| Secrétaire d'État à l'Agriculture                                                                | Fulgence Nsengiyumva     |
| Secrétaire d'État à la Jeunesse et à la Culture                                                  | Edouard Bamporiki        |
| Secrétaire d'État à l'Enseignement primaire et secondaire                                        | Gaspard Twagirayezu      |
| Secrétaire d'État aux Collectivités locales, chargée des affaires sociales                       | Ignancienne Nyirarukundo |
| Secrétaire d'État à la Justice responsable, chargé des Affaires constitutionnelles et juridiques | Solina Nyirahabimana     |
| Secrétaire d'État à la Santé, chargé de la santé publique et des soins de santé primaires        | Tharcisse Mpunga         |
| Secrétaire d'État aux Finances, chargé de la planification économique                            | Claudine Uwera           |
| Secrétaire d'État aux Finances, chargé du Trésor national                                        | Richard Tusabe           |
| Secrétaire d'État à l'Éducation, chargé des Technologies de l'information et de la communication | Claudette Irere          |